# Snabba cash – Livet deluxe
Snabba cash – Livet deluxe (eller Snabba cash III, även skrivet Snabba Cash 3), är en svensk actionfilm från 2013 i regi av Jens Jonsson. Filmen är uppföljaren till Snabba cash II och är den sista delen i "Snabba cash"-trilogin. Filmen hade biopremiär den 30 augusti 2013, men hade smygpremiär den 10 augusti på Way Out West-festivalen i Göteborg.

## Handling
JW lever i landsflykt, fast besluten att få reda på vad som hänt med sin försvunna syster Camilla. Jorge ska göra en sista stöt. På vägen möter han Nadja, kvinnan från sitt förflutna. Under tiden infiltreras Radovan Krajnics serbiska maffia av polisaspiranten Martin Hägerström.

## Rollista
- Matias Varela – Jorge Salinas Barrio
- Joel Kinnaman – Johan "JW" Westlund
- Dejan Cukic – Radovan Krajnic
- Martin Wallström – Martin Hägerström[6]
- Malin Buska – Natalie Krajnic[6]
- Madeleine Martin – Nadja
- Cedomir Djordjevic – Stefanovic
- Mats Andersson – Finnen
- Željko Santrač – Volk
- Maja Christenson Kin – Camilla Westlund
- Gerhard Hoberstorfer – Torsfjäll
- Hugo Ruiz – Sergio
- Sasa Petrovic – Dragan
- Igor Cantillana – Chilensk Pensionär
- Pablo Leiva Wenger – Pablo
- Ida Jonsson – Anna/Candy
- Claudio Oyarzo – Ramon
- Aliette Opheim – Lollo
- Kalled Mustonen – David
- Vuksan Rovcanin – Milorad
- Iwar Wiklander – äldre polis

## Mottagande
Snabba cash – Livet deluxe sågs av 241 559 biobesökare i Sverige 2013 och blev därmed den femte mest sedda svenska filmen i Sverige det året.